# Dansk Rugby Union
Dansk Rugby Union (DRU) ett specialidrottsförbund för rugby på organiserad nivå i Danmark. Dansk Rugby Union bildades 1950 och valdes in i Danmarks Idræts-Forbund 1971.